# 油槽船1号型
油槽船1号型（英語: YOT-01 class oil tanker）は、海上自衛隊の第2種支援船。公称船型は4,900トン型油槽船。海上自衛隊の支援船では最大の船である。

## 概要
主な任務は、国内の製油所から各地に点在する海上自衛隊基地までの燃料輸送である。海上自衛隊は以前から、自衛艦に対する洋上給油・洋上補給を行う「補給艦」は保有していたが、本型のような大型油槽船（諸外国でいうところの「油槽艦」）を保有するのは初である。
本型就役以前は、基地間や製油所から基地への燃料輸送については民間企業に委託していた。このため、発注から補給まで約2～3カ月を要する場合もあったという。大型油槽船の保有で輸送期間が大幅に短縮でき、経費も削減できるメリットがあるほか、有事の際に民間船委託ができなくなることをも考慮している。

## 建造
4,900トン型油槽船は、中期防衛力整備計画（31中期防）に基づく平成31年度防衛省予算の一事業である「艦艇の支援能力確保のため、油槽船（仮称）を整備」により、油槽船2隻（57億円）を計上し、新来島どっく（東京都千代田区）が2020年（令和2年）3月に契約額50億6,000万円で2隻を受注した。本型は、新来島どっくが創業以来、初めて建造した防衛省向けの艦船でもある。

## 設計
日本海事協会が定めた、いわゆる「NK規則」に基づく内航タンカーの仕様をベースとしていることも特徴の１つである。船首にはバルバスバウとバウスラスターを有する。船内には12の貨油タンクがあり、軽油や船舶燃料、ジェット燃料などの白油を4,900トン（約6,000,000リットル）積載する。

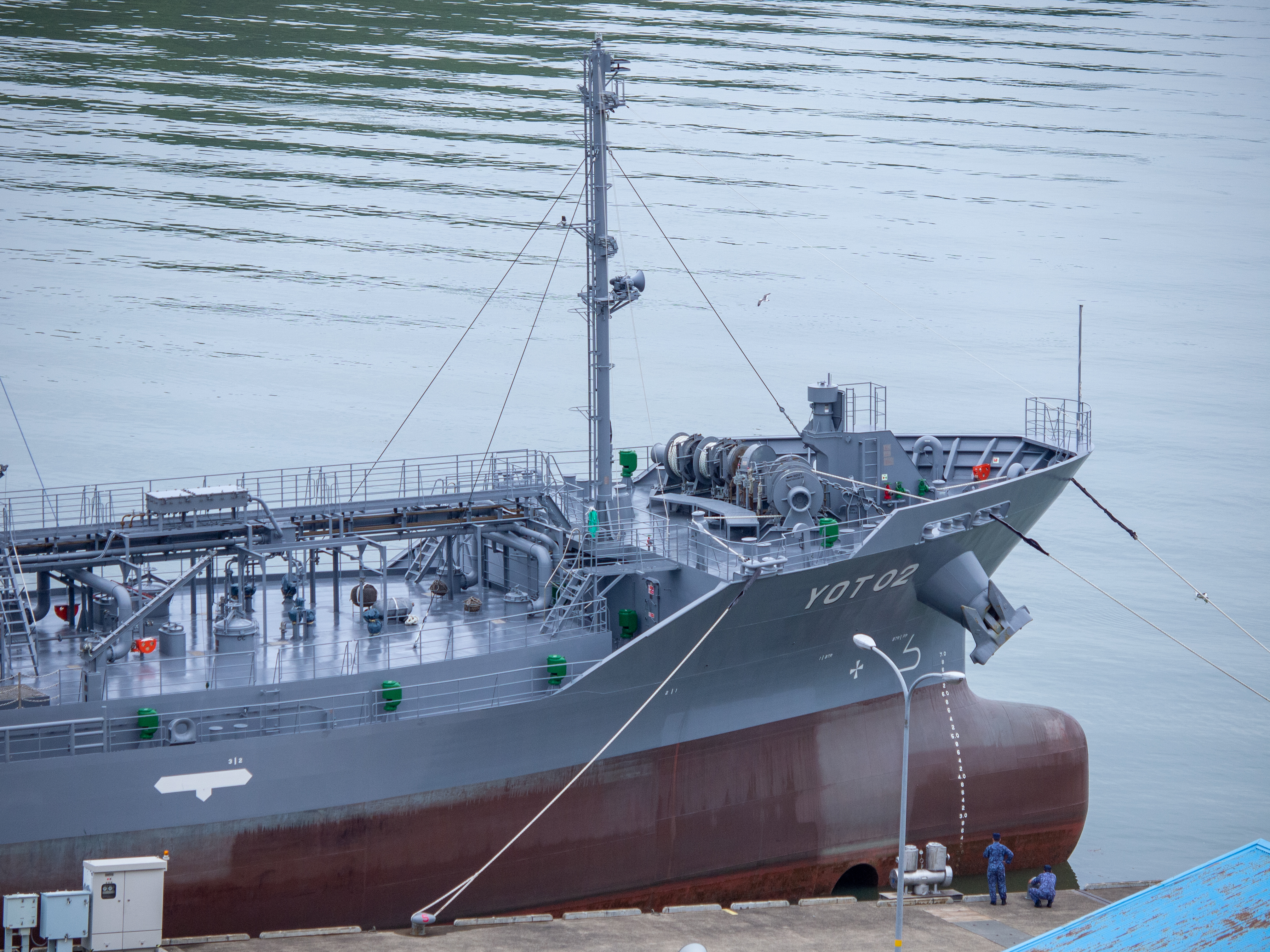
前部。貨油を降ろした後であり喫水が浅くなっている。船名表記下の水線付近にはバウスラスターが一部見えている。
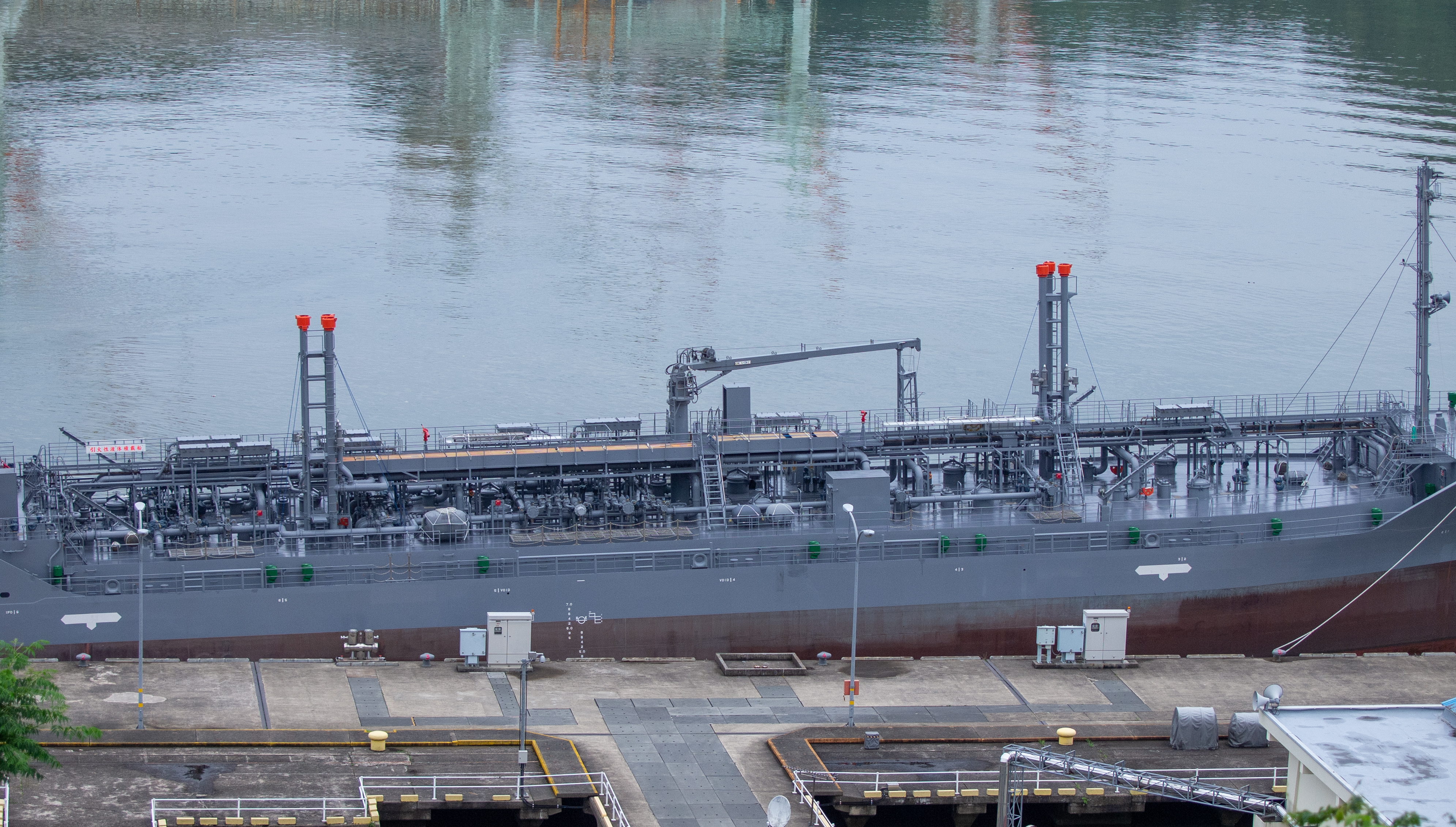
中部。一般の白油タンカーと大きく異なるところはない。
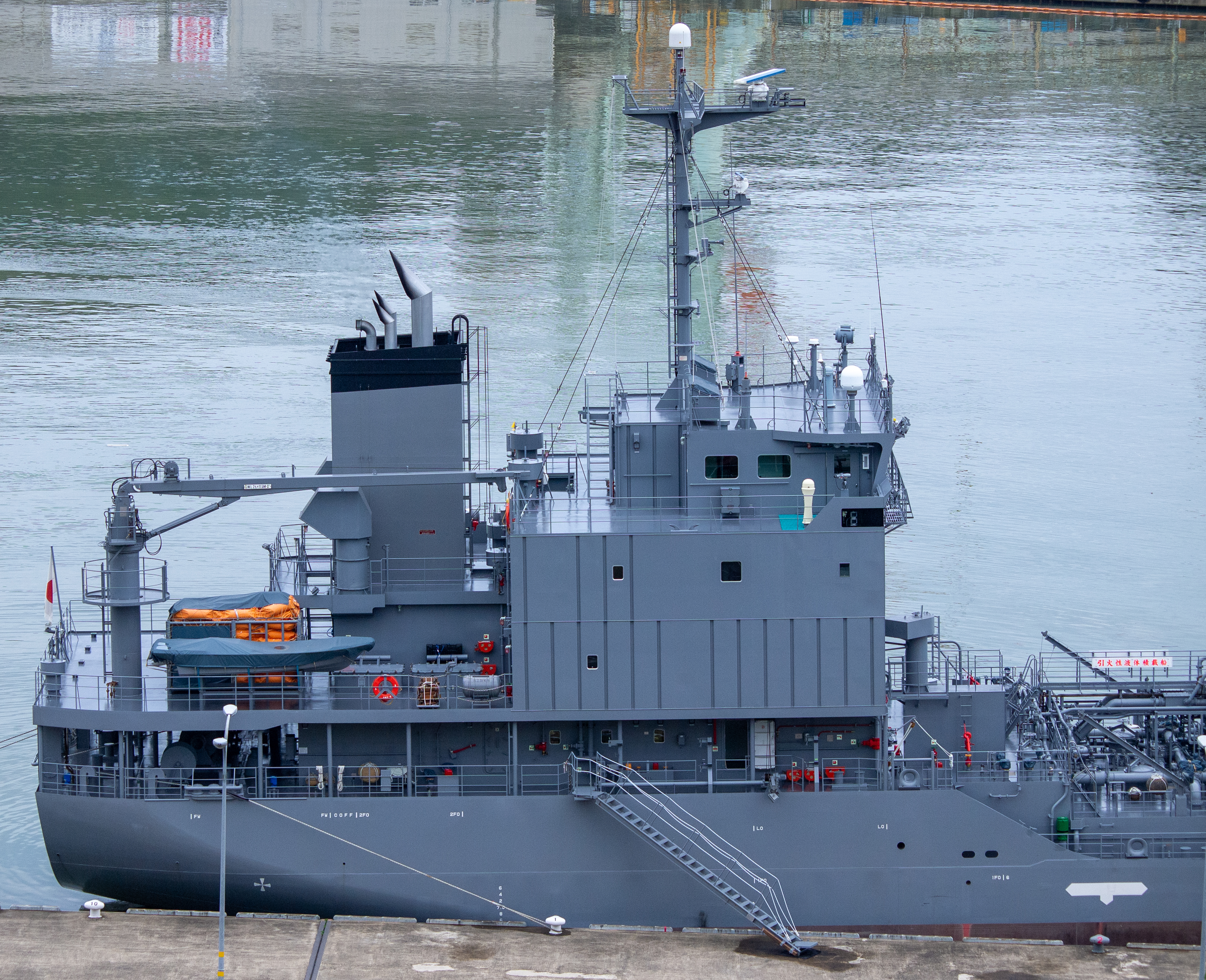
後部。自衛艦（国際法上の軍艦）ではないため、自衛艦旗ではなく国旗を掲揚している。

## 同型船一覧
2隻が建造され、いずれも呉基地の呉港務隊に配属された。本級の建造は2隻で終了している。
| #      | 船名      | 造船所             | 起工           | 進水            | 竣工           | 配属                |
| ------ | --------- | ------------------ | -------------- | --------------- | -------------- | ------------------- |
| YOT-01 | 油槽船1号 | 新来島波止浜どっく | 2021年 4月20日 | 2021年 10月20日 | 2022年 4月22日 | 呉港務隊 （呉基地） |
| YOT-02 | 油槽船2号 | 新来島波止浜どっく | 2021年         | 2022年 2月2日   | 2022年 7月22日 | 呉港務隊 （呉基地） |

## ギャラリー

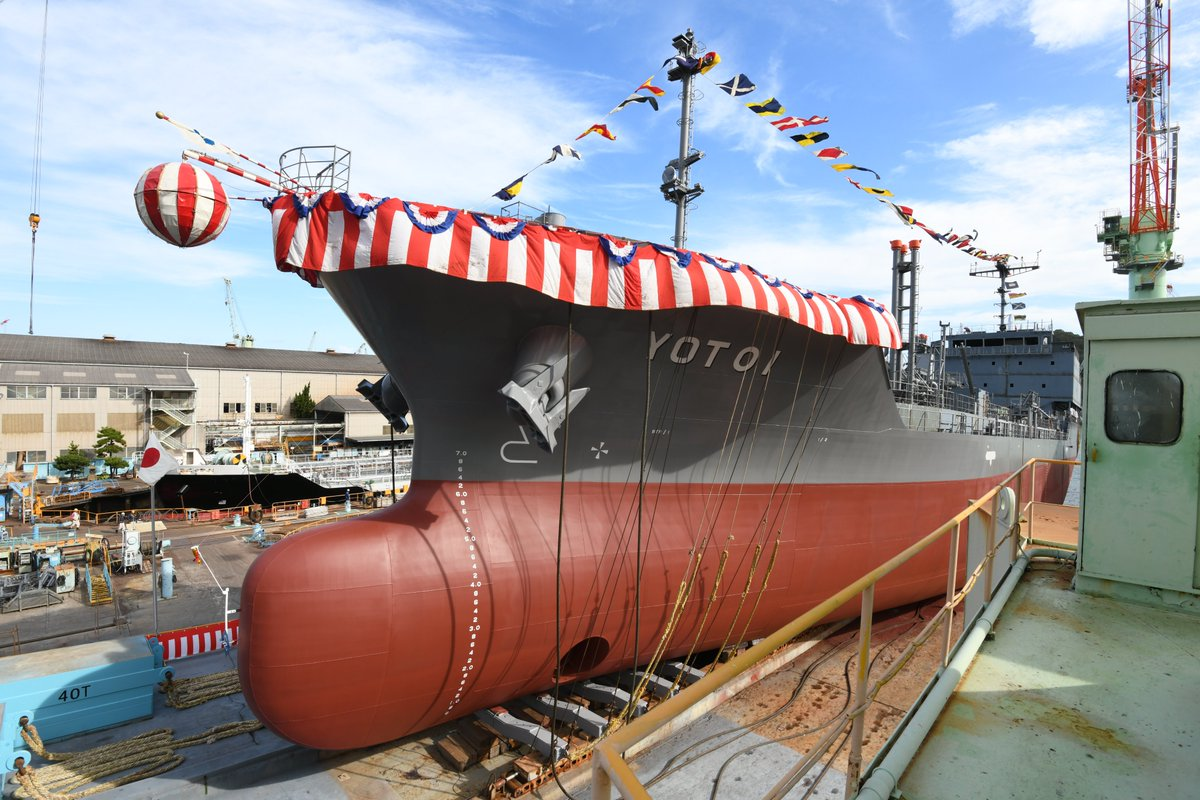
「油槽船1号」（YOT-01）の進水式の様子
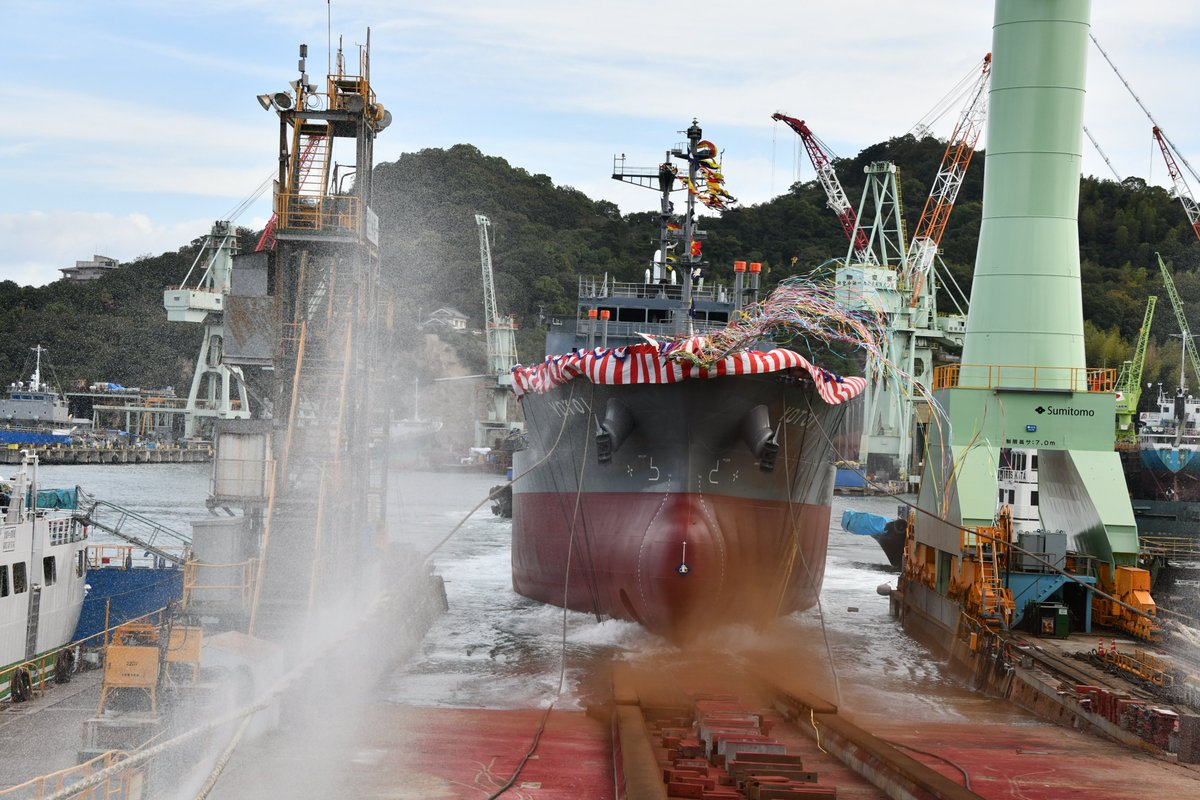
「油槽船1号」（YOT-01）が進水した様子
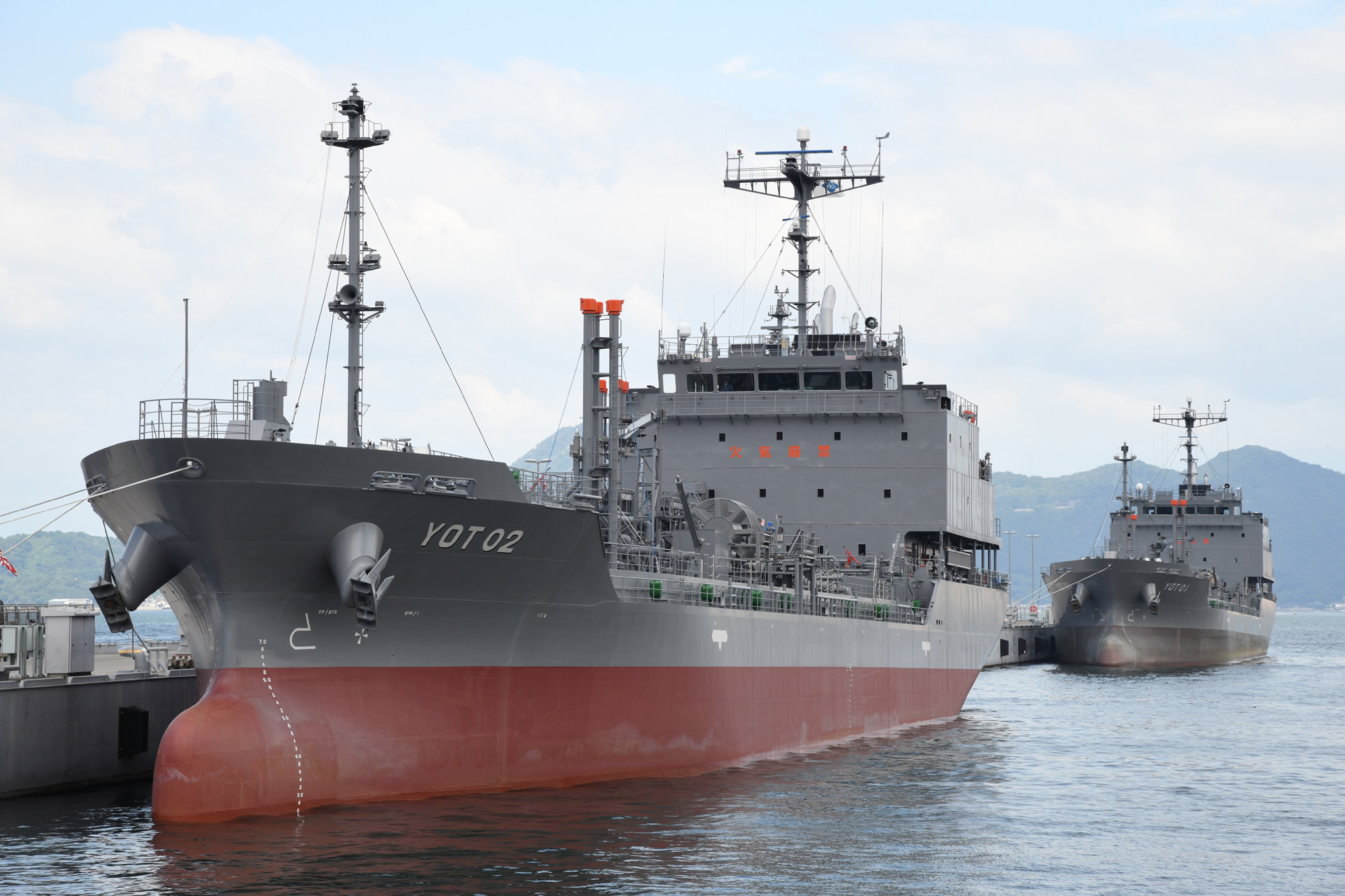
呉基地に停泊中の「油槽船2号」（手前）と「油槽船1号」（奥）
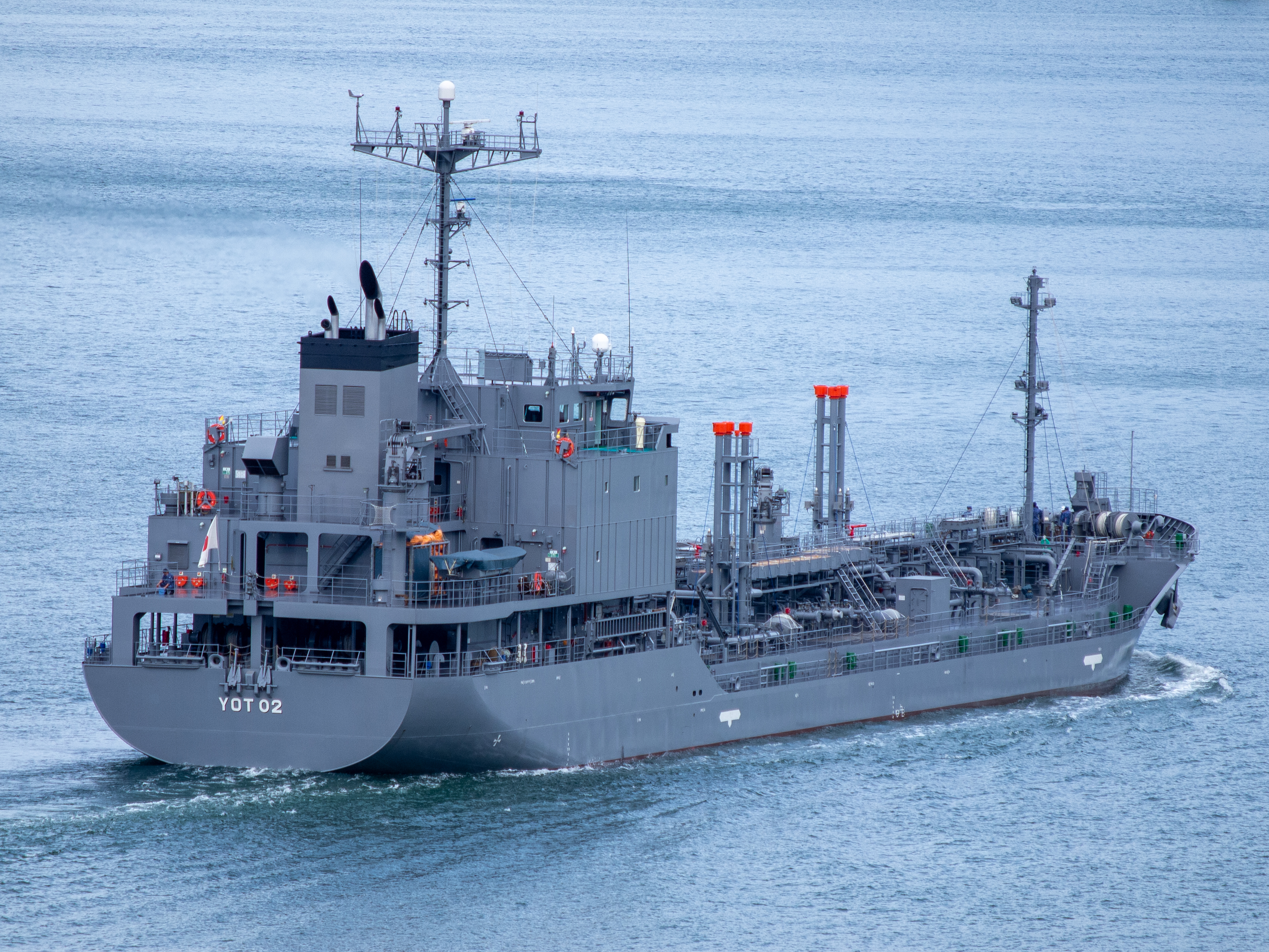
「油槽船2号」（YOT-02）右後方より
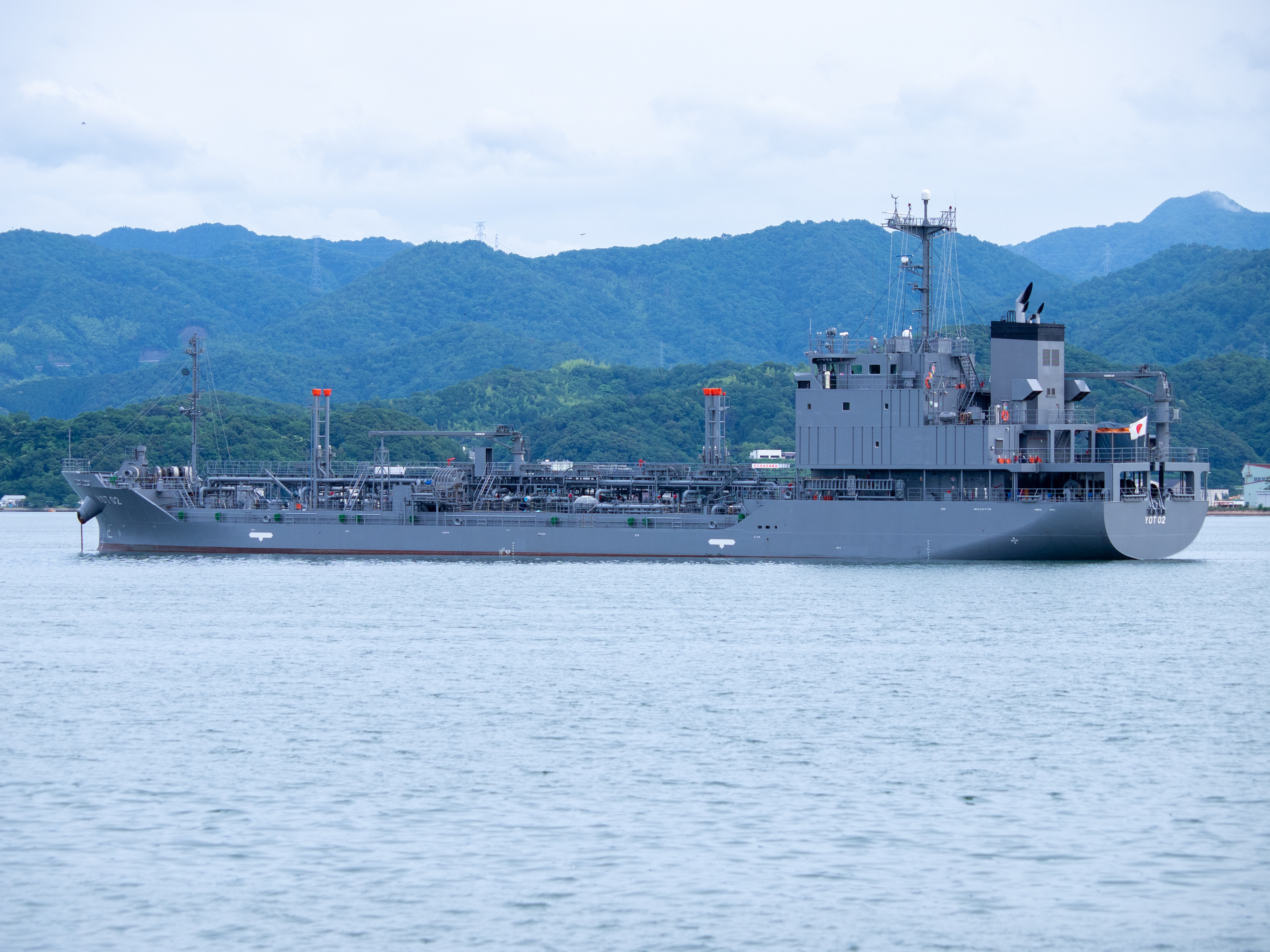
舞鶴東港に錨泊する「油槽船2号」（YOT-02）